# Park Narodowy Bataan
Park Narodowy Bataan – park narodowy położony na Filipinach, w regionie Luzon Środkowy, w prowincji Bataan, na wyspie Luzon. Zajmuje powierzchnię 23 668 ha.
Został założony w 1945 roku. Obejmuje dżunglę przeciętą z północy na południe przez strome pasmo górskie. Najwyższym wzniesieniem w parku jest stratowulkan Mount Natib, który wznosi się na wysokość 1253 m n.p.m.
Park położony jest na półwyspie Bataan. Od wschodu graniczy z Zatoką Manilską, a od południowego zachodu z Morzem Południowochińskim. 
Występuje tu wiele gatunków dzikich małp, różnych owadów, ptaków czy ryb. Można tu spotkać także różne gatunki kwiatów, w tym storczyków. Wśród przyrody nieożywionej można wyróżnić Sibul Spring – naturalne źródło z basenem siarkowym czy wodospady Pasukulan i Dunsulan.
W parku zaobserwowano takie gatunki jak małpożer, Cacatua haematuropygia czy Sus philippensis.